# Tungawan
Tungawan ist eine philippinische Stadtgemeinde in der Provinz Zamboanga Sibugay. Sie hat 42.030 Einwohner (Zensus 1. August 2015).

## Baranggays
Tungawan ist administrativ in 25 Baranggays unterteilt.
| - Baluran - Batungan - Cayamcam - Datu Tumanggong - Gaycon - Langon - Libertad (Pob.) - Linguisan - Little Margos - Loboc - Looc-labuan - Lower Tungawan - Malungon | - Masao - San Isidro - San Pedro - San Vicente - Santo Niño - Sisay - Taglibas - Tigbanuang - Tigbucay - Tigpalay - Timbabauan - Upper Tungawan |